# Kurské nádraží

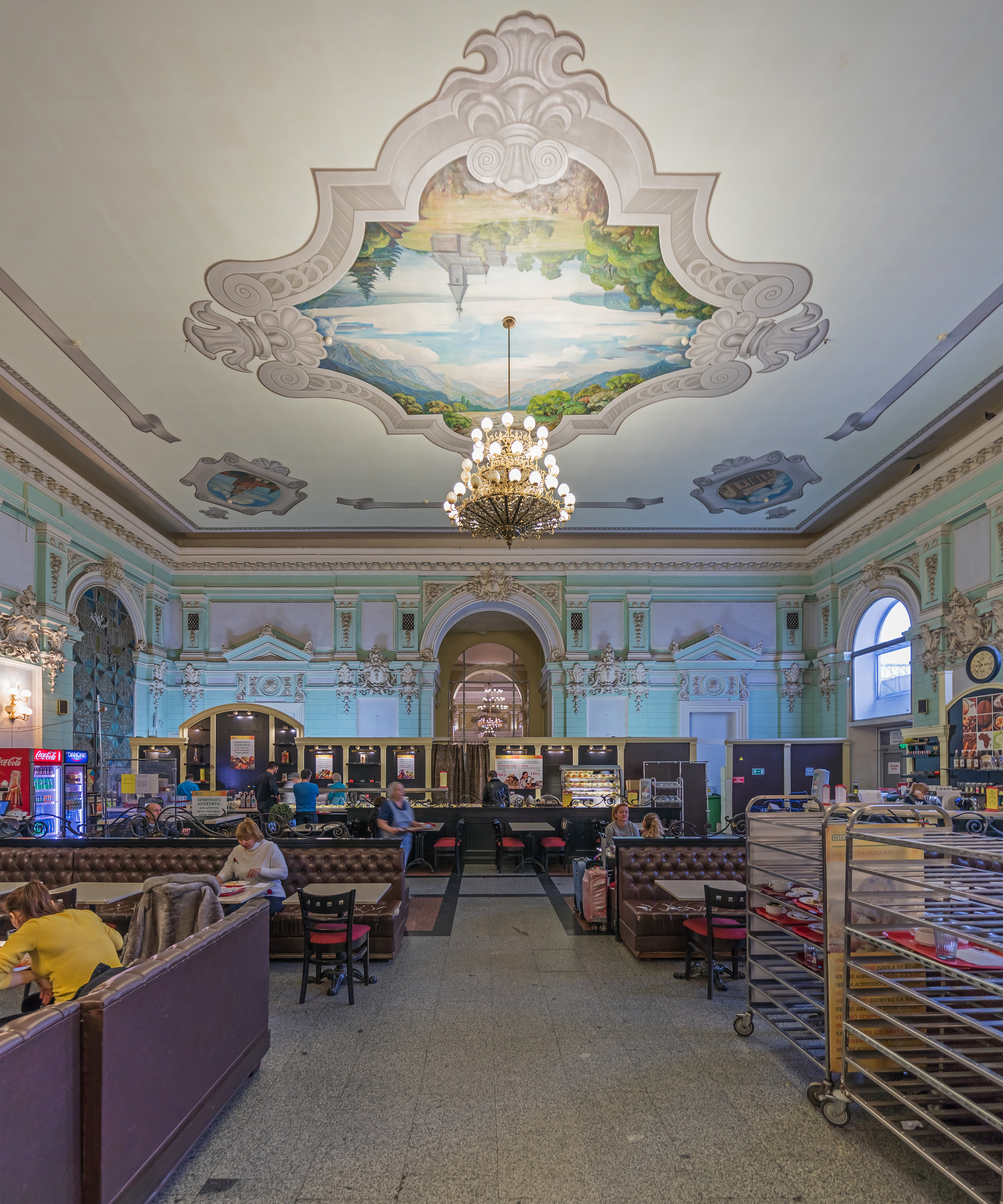
Restaurace ve staré budově nádraží

Kurské nádraží (rusky Курский вокзал) je jeden z devíti moskevských železničních terminálů osobní dopravy. Leží ve východní části vnitřního města, za Zahradním okruhem (Sadovoje kolco), asi 2,5 km východně od Rudého náměstí. Z nádraží vycházejí dvě základní dálkové trati, jedna vede do jižního Ruska a na východní Ukrajinu (do Tuly, Kurska, Volgogradu, Baku, na Krym a Kavkaz), druhá na východ ( Vladimir, Nižnij Novgorod, Transsibiřská magistrála). Kurský směr je kromě toho napojen na Petrohrad, takže dálkové vlaky z Petrohradu mohou projíždět přes Moskvu. Nádraží je také terminálem několika linek regionálních železnic a četných linek elektrické příměstské dopravy (rusky električki).
Protože nádraží není daleko od centra, je napojeno na městskou dopravu a nabízí mnoho různých spojení, patří k nejživějším uzlům osobní železniční dopravy.  

## Historie
Nádraží bylo postaveno v šedesátých letech 19. století zprvu jako  terminál trati do Nižního Novgorodu na trochu jiném místě a jmenovalo se Nižegorodské. Současná budova pochází z roku 1896, kdy bylo nádraží spojeno s tratí do Kurska a Petrohradu a zpočátku neslo jméno Kursko-nižegorodské nádraží. Původní dřevěnou budovu brzy nahradila zděná budova, která dodnes slouží k odbavování cestujících ve směru Nižnij Novgorod. Roku 1972 byla přistavěna nová hala pro směr Kursk se skleněnou a ocelovou fasádou, obrácenou do Zahradního okruhu. Další projekty modernizace se připravují.

## Navazující doprava
Na nádraží je vstup do stanic metra Kurskaja (linky Arbatsko-Pokrovskaja a Kolcevaja) a Čkalovskaja (Ljublinsko-Dmitrovskaja linka).

## Kulturní odkazy
Na stanici začíná poema v próze Venědikta Vasiljeviče Jerofejeva Moskva-Petušky.
| „                               | A pěkně někam jdi, to je jedno kam, když půjdeš doleva, dojdeš na Kurský nádraží, a když půjdeš rovně, tak taky na Kurský nádraží. Tak jdi doprava, abys tam došel docela nasichr. | “ |
| — Venedikt Vasiljevič Jerofejev | |   |